# Partido Liberal Nacionalista
Die Partido Liberal Nacionalista war von 1928 bis 1979 die liberale Partei in Nicaragua. Im Zuge der Machtergreifung des Somoza-Clans wurde sie die Partei des Somozismus. 1928 wurde aus der Partido Liberal die Partido Liberal Nacionalista.

## Geschichte
Juan Bautista Sacasa war 1924 im Rahmen einer liberal-konservativen Koalition als Stellvertreter Carlos José Solórzano zum Vizepräsidenten gewählt worden. Nach dessen Sturz in einem Putsch wurde Adolfo Díaz zum Präsidenten ernannt, aber der Partido liberal erhob gemäß Verfassung Anspruch auf die Präsidentschaft Sacasa. In der Folge begann der Guerra Constitucionalista gegen den von der US-Regierung unterstützten Díaz, in dem José María Moncada Tapia und Sacasa bis zum 4. Mai 1929 kämpften. Dann schlossen sie bei Tipitapa mit dem von US-Präsident Calvin Coolidge gesandten Henry L. Stimson unter einer Espino Negro(Pflaumenbaum) den Pacto del Espino Negro. Dieser Pakt besagte unter anderem, dass die USA in Nicaragua bleiben würden, um die nächsten Wahlen im Jahr 1928 zu überwachen. Nach der Amtszeit von Díaz durfte Moncada und anschließend Sacasa Präsident werden.
José María Moncada Tapia wurde 1929 Präsident, ihm folgte entsprechend dem Pacto del Espino Negro Juan Bautista Sacasa, ebenfalls von der Partido Liberal Nacionalista. Sacasa hatte 84 Prozent der Stimmen erhalten und trat sein Amt am 1. Januar 1933 an, dem Tag vor dem geplanten Abzug der Marines. Auf Drängen der US-Botschaft ernannte er Anastasio Somoza García, welcher mit einer Nichte Sacasas verheiratet war, zum Direktor der Guardia Nacional de Nicaragua. Am 21. Februar 1934 ließ Somoza Augusto César Sandino, den General de Hombres Libres, der den Kampf gegen die US-Marines bis 1933 weitergeführt hatte, sowie dessen Bruder Sócrates und die Generäle Juan Pablo Umanzor und Francisco Estrada ermorden.
Am 9. Juni 1936 trat Sacasa als Präsident zurück. Ihm folgte Carlos Brenes Jarquín bis zum 1. Januar 1937. Am 1. Januar 1937 trat Anastasio Somoza García das Amt des Präsidenten an. Mit ihm begann die Somoza-Diktatur, welche bis zum 19. Juli 1979 dauerte. Nach der Machtübernahme durch die Sandinisten 1979 wurde der Partido Liberal Nacionalista wegen seiner Nähe zum Somoza-Clan verboten und aufgelöst.
1968 spaltete sich der Partido Liberal Constitucionalista vom Partido Liberal Nacionalista ab.